# Belarus und der russische Überfall auf die Ukraine

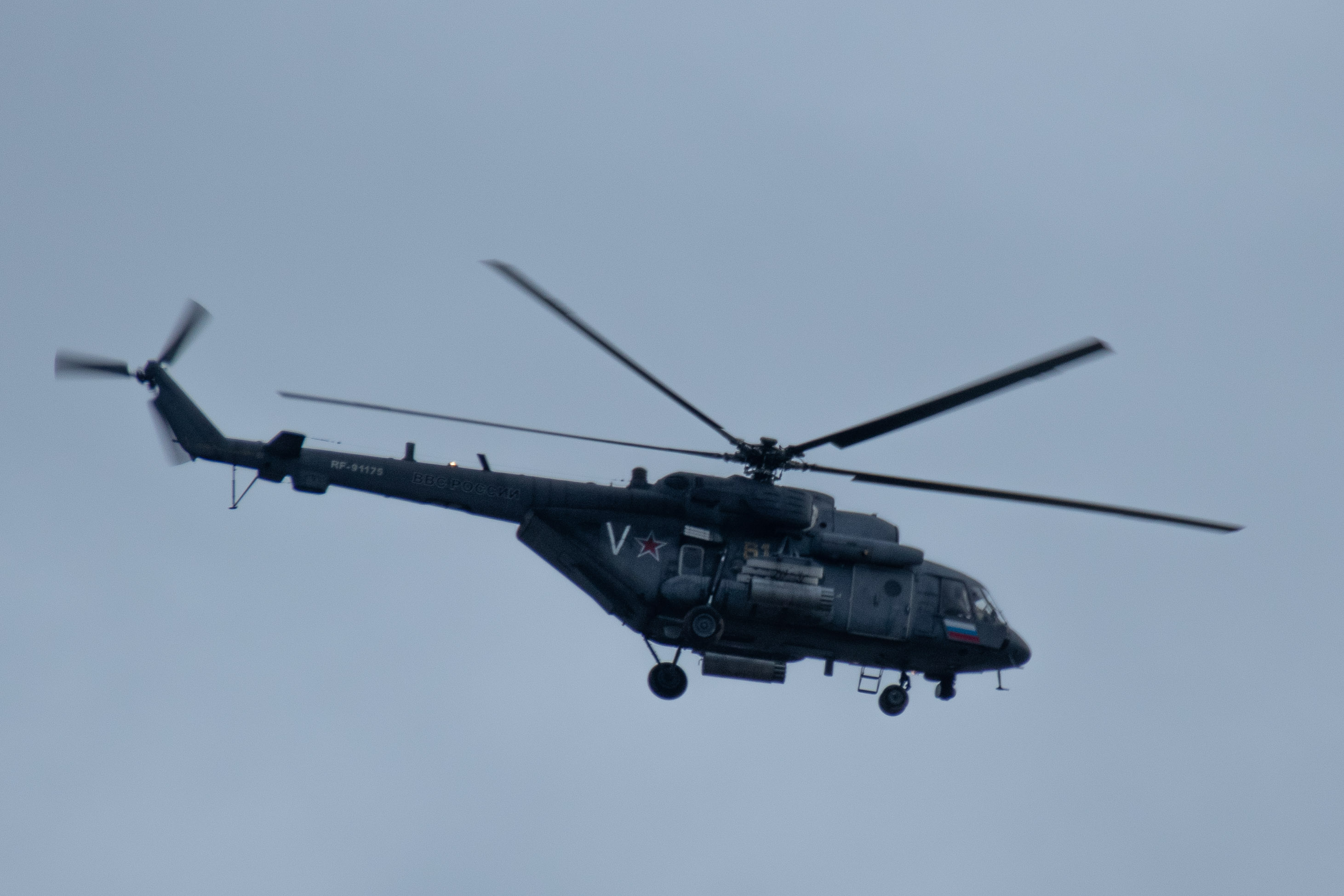
Bewaffneter russischer Hubschrauber AMTSch (Mi-171Sch), am 23. Februar 2022 in Minsk

Belarus arbeitet beim russischen Überfall auf die Ukraine im Jahr 2022 mit Russland zusammen. Das Land unter dem Präsidenten Aljaksandr Lukaschenka hat das Staatsgebiet für den russischen Aufmarsch zur Verfügung gestellt. Von dort wie von Russland aus haben russische Truppen die Grenze zur Ukraine am 24. Februar 2022 überschritten. Belarussische Soldaten befinden sich allerdings nicht in der Ukraine.
Westliche Staaten und die EU haben neben Russland auch Belarus mit verschärften Sanktionen belegt.

## Vorgeschichte
Belarus beziehungsweise Präsident Lukaschenka ist von Russland unter Putin abhängig, der ihm 2020 geholfen hatte, die größte Krise seines Regimes zu überwinden: Proteste nach der Präsidentschaftswahl vom 20. August 2020. Innenpolitisch ist der Ukraine-Konflikt für Lukaschenka bedeutsam, um seine Unterstützer für ihn zu mobilisieren: Arbeiter und Bauern staatlicher Betriebe bzw. Kolchosen. Laut dem belarussischen Politikanalysten Waleryj Karbalewitsch braucht Lukaschenka die russische Unterstützung und ist daher in der Außen- und Verteidigungspolitik von Russland abhängig.
Seit dem 10. Februar 2022 fand ein Manöver mit Russland statt. Dazu kamen 30.000 russische Soldaten nach Belarus. Es sollte am 20. Februar beendet werden, erhielt dann aber eine Verlängerung ohne Angabe eines Endzeitpunktes. Am 19. Februar war Lukaschenka im russischen Verteidigungsministerium in Moskau: Gemeinsam mit Russlands Präsident Putin beobachtete er über Bildschirme Militärübungen und den Start von Raketen und Marschflugkörpern.
Putin hatte am 21. Februar 2022 die ukrainischen Separatisten-Regionen Donezk und Lugansk als unabhängig anerkannt. Tags darauf verlangte Lukaschenka von der Ukraine, die Zusammenarbeit mit den USA zu beenden.

## Überfall von belarussischem Gebiet aus
Am 24. Februar bestritt noch der belarussische Präsident Aljaksandr Lukaschenka eine Beteiligung belarussischer Streitkräfte an dem militärischen Überfall. Am 27. Februar erklärte er, dass russische Truppen zwei Raketen von Belarus aus abgefeuert hätten, wegen ukrainischer Raketendivisionen, die an der Grenze stationiert seien. Er bestritt weiterhin, dass belarussische Soldaten in der Ukraine kämpften. Belarus helfe Russland aber etwa mit der Versorgung von Verwundeten.
Am selben 24. Februar berichtete der ukrainische Grenzschutzdienst über den Versuch russischer Truppen, die belarussisch-ukrainische Grenze am Grenzübergang Wiltscha nördlich von Kiew gewaltsam zu durchbrechen. Es wurde ein Hubschrauber ohne Erkennungszeichen beobachtet, der eine Brücke bei Slawutytsch angriff. CNN veröffentlichte ein Video, das zeigt, wie Panzer über den Grenzübergang Senkiwka in die Ukraine eindringen. Später am selben Tag meldete der ukrainische Oberbefehlshaber, dass vier ballistische Raketen von Belarus aus in Richtung Südwesten abgeschossen wurden. Am 27. Februar bestätigte Lukaschenka, dass Russland von Belarus aus Raketen auf die Ukraine abgefeuert hat.
Tschornobyl wurde eingenommen, nachdem russische Truppen von Belarus aus über die Sperrzone von Tschernobyl in die Ukraine eingedrungen waren. Die Sperrzone ist unbewohnt und wenig bewacht, da sie 1986 radioaktiv verseucht wurde. Etwa hundert Kilometer südlich davon liegt Kiew, die Hauptstadt der Ukraine.
Am 26. Februar veröffentlichte Maxar Technologies Satellitenbilder mit 150 Hubschraubern und Hunderten von Bodenfahrzeugen in der Nähe von Chojniki. Neunzig Hubschrauber nutzten die gerade Straße in der Nähe als vorübergehenden Luftwaffenstützpunkt. Belarussische Medien und Telegram-Kanäle veröffentlichten zahlreiche Videos und Fotos, die Bewegungen russischer gepanzerter Fahrzeuge und Hubschrauber im südlichen Belarus zeigen.

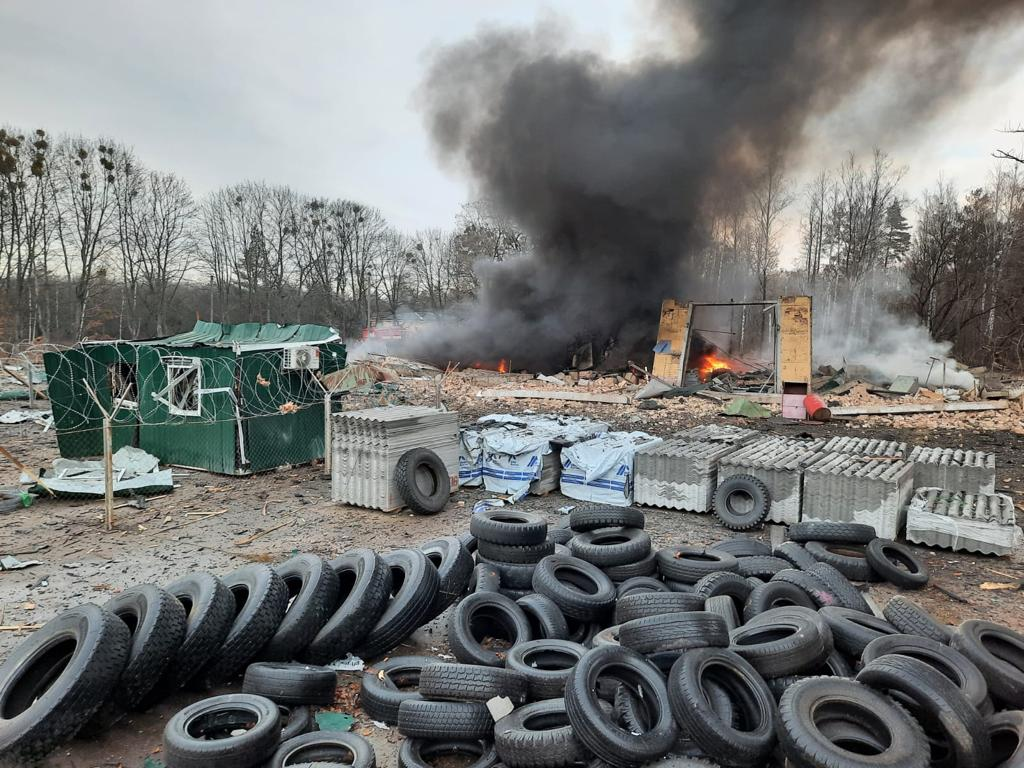
Ukrainischer Grenzschutzposten, der von russischen Raketen in der Region Kiew nahe der Grenze zu Belarus getroffen wurde (24. Februar 2022)

Westlichen Medien zufolge formierten sich belarussische Militärkonvois, fuhren aber nicht in die Ukraine, was daran liege, dass Teile der belarussischen Armee revoltiert hätten.
Weiteren Berichten zufolge sollen Belarussen und Russen in Freiwilligenverbänden auf Seiten der Ukraine kämpfen. Ein Beispiel ist das „Kastus-Kalinouski-Bataillon“ mit über 450 Angehörigen.
Eine Bürgerplattform in Belarus hatte für die ersten 70 Tage des Krieges 631 Raketenstarts in die Ukraine von Belarus aus ermittelt. Ganz offensichtlich seien in den ersten Tagen, entgegen der militärischen Logik zu erwarten, nur wenige Raketen abgefeuert worden, dies wohl um die Reaktion der Ukraine und des Westens abzuwarten.
Im Herbst 2022 wurde in Belarus ein belarussisch-russischer Militärverband aufgestellt, dem mindestens 9000 Soldaten der russischen Streitkräfte unterstellt sind. Der Verband ist auf dem Militärflugplatz Baranawitschy beheimatet. In den Folgemonaten wuchs die russische Militärpräsenz in Belarus weiter an. Der belarussische Oppositionelle und Exilant Pawel Latuschka warnte Anfang Januar 2023, dass Vorbereitungen für eine Mobilmachung in Belarus weit fortgeschritten seien. Auch seien fast alle Mitarbeiter, die dem belarussischen Innenministerium unterstehen, aufgefordert worden, ihre Pässe abzugeben. Dies geschieht laut Latuschka, damit sie bei einer Mobilmachung das eigene Land nicht verlassen können. Das belarussischen Militärfernsehen berichtete im selben Monat, dass der Militärverband beider Staaten nahezu ununterbrochen im Übungseinsatz ist und sich dabei auf die Kriegsführung in Städten konzentriert.
Im Jahr 2024 verstärkte Belarus unter Präsident Alexander Lukaschenko seine militärische Präsenz an der Grenze zur Ukraine erheblich. Unter dem Vorwand von Militärübungen wurden Panzer, Artillerie und Flugabwehrsysteme in die Region Gomel verlegt, die an die Nordgrenze der Ukraine grenzt. Fast ein Drittel der belarussischen Armee wurde laut offiziellen Angaben in diesem Gebiet stationiert, offiziell als Reaktion auf eine angebliche Konzentration ukrainischer Truppen. Die Ukraine warnte vor einer potenziellen Eskalation und forderte Belarus auf, die Truppen zurückzuziehen, um eine weitere Destabilisierung zu vermeiden. Die Region ist von strategischer Bedeutung, da Belarus als enger Verbündeter Russlands bereits eine logistische Drehscheibe für militärische Operationen gegen die Ukraine war. Trotz internationaler Bedenken erklärte Lukaschenko, dass Belarus nur im Falle eines direkten Angriffs aktiv militärisch eingreifen würde. Berichte über die Präsenz russischer Wagner-Söldner in der Region Gomel verschärften die Spannungen zusätzlich. Beobachter sehen die Truppenbewegungen als Druckmittel Moskaus auf Minsk, um Belarus stärker in den Konflikt zu ziehen. Die Situation bleibt angespannt, während die belarussische Führung weiterhin beteuert, keine aggressive Haltung einzunehmen. Belarus’ Rolle in der militärischen und geopolitischen Dynamik des Krieges bleibt damit ein zentraler Punkt internationaler Aufmerksamkeit.

## Partisanenaktivitäten
Zu Beginn der Invasion kam es in Belarus zu als „Schienenkrieg“ bezeichneten Sabotageakten gegen die Bahninfrastruktur, wodurch russische Truppen in ihrem Vordringen in Richtung Ukraine behindert wurden. Die Organisation ByPol, ein Zusammenschluss ehemaliger Mitarbeiter von belarussischen Sicherheitsorganen, übernahm Verantwortung für einige der Aktionen. Rund 80 beteiligte Personen wurden seitdem festgenommen.
Im Februar 2023 gab ein Sprecher von ByPol bekannt, eine Berijew A-50, die am Minsker Militärflughafen stationiert war, sei durch Drohnenangriffe belarussischer Partisanen zerstört worden.

## Reaktionen und Rezeption
Swjatlana Zichanouskaja, die belarussische Oppositionsführerin im Exil, verurteilte Aljaksandr Lukaschenka für seine Beteiligung an der Invasion. Sie erklärte sich als mit der Ukraine solidarisch und kritisierte die verspätete Hilfe des Westens: Beispielsweise im Falle von Belarus habe es erst zehn Monate nach der Niederschlagung des belarussischen Aufstandes scharfe westliche Sanktionen gegeben. Ihr zufolge steht die Hilfe Lukaschenkas für Putin im Zusammenhang mit der Unterstützung durch Putin im Jahr 2020, die Lukaschenka gegen die Opposition in Belarus erfahren hatte. Die meisten Menschen in Belarus würden die Beteiligung an Russlands Feldzug nicht befürworten.
Laut Chatham House halten 79 Prozent der Belarussen den Tod belarussischer Soldaten im Krieg zwischen Russland und der Ukraine für inakzeptabel, und mehr als 50 Prozent sind der Meinung, dass Belarus neutral bleiben sollte.
Karbalewitsch zufolge ist der Krieg sogar unter Anhängern des Staatspräsidenten unpopulär. Lukaschenka sei wegen der Abhängigkeit von Russland selbst nicht frei in seinen Entscheidungen. Die Anwesenheit russischer Truppen schränke seine eigene Kontrolle über Belarus ein. Wirtschaftlich noch schwerwiegender als westliche Sanktionen würde für Belarus ein Ausfall des Handels mit der Ukraine werden.
Die schlecht unterhaltene Armee von Belarus, mit knapp 50.000 Soldaten, habe nur wenige schlagkräftige Einheiten. Es sei ein Armutszeugnis, dass Putin belarussische Truppen im Donbass haben will, so Florian Kellermann im Deutschlandfunk am 12. April. Putin brauche wohl Kanonenfutter, um in der Ostukraine voranzukommen. Als Beispiel dafür, wie unbeliebt der Krieg in Belarus ist, gibt Kellermann ein Ereignis in einem Minsker Kaufhaus wieder. Von russischen Soldaten gefragt, wo sie Geld umtauschen könnten, antwortete eine Frau: Es tue ihr leid, sie spreche kein Deutsch. Sie habe also die russischen Soldaten mit der deutschen Wehrmacht des Zweiten Weltkriegs verglichen.
Laut Augsburger Allgemeine gibt es zwei Erklärungsansätze dafür, warum Belarus sich nicht mit eigenen Truppen am Überfall beteiligt. Erstens ist der Krieg in Belarus sehr unpopulär. Lukaschenka dürfte neue, gar gewalttätige Proteste befürchten. Seit dem Überfall gäbe es bereits Sabotage gegen militärische Infrastruktur in Belarus. Zweitens trage Lukaschenko es Putin nach, dass er sich dem russischen Präsidenten im Sommer 2020 unterwerfen musste, als es Proteste in Belarus gab. Lukaschenka trachte danach, sich dafür zu rächen.

## Diplomatie
Lukaschenka behauptete am 27. Februar, Russland würde Verhandlungen mit der Ukraine in der belarussischen Stadt Homel akzeptieren. Russland zufolge befinde sich dort bereits eine Delegation. Die Ukraine jedoch verweist darauf, dass Belarus nicht neutral sei. Zeit Online zufolge bietet Lukaschenka Verhandlungen an, weil dies für ihn eine Chance für ein Comeback auf die weltpolitische Bühne sein könnte. Die EU beispielsweise erkenne den belarussischen Diktator nicht mehr als rechtmäßigen Präsidenten an. Am selben Tag haben Lukaschenka und der ukrainische Präsident Wolodymyr Selenskyj miteinander telefoniert. Selenskyj zufolge hat Lukaschenka ihm zugesagt, nicht in den Krieg einzugreifen.

## Sanktionen
In der EU wurden bisher Vermögenswerte im Wert von 29,5 Mrd. Euro russischer und belarussischer Oligarchen und Unternehmen eingefroren, darunter Jets, Yachten, Hubschrauber, Immobilien und Kunstwerke im Wert von fast 6,7 Mrd. Euro. Darüber hinaus wurden Transaktionen im Wert von rund 196 Milliarden Euro blockiert.
Am 24. Februar 2022 verhängte das US-Finanzministerium erste Sanktionen gegen Belarus wegen der Unterstützung der russischen Invasion. Mehrere Unternehmen der Rüstungsindustrie und Generäle wurden mit Sanktionen belegt.
Der EU-Sondergipfel vom selben Tag hat Sanktionen gegen Russland und auch gegen Belarus beschlossen.
Am 2. März verhängte die EU Einreise- und Vermögenssperren gegen 22 hochrangige belarussische Militärs. Am 9. März wurden vom SWIFT-System ausgeschlossen:
- Belagroprombank
- Bank Dabrabyt
- Entwicklungsbank der Republik Belarus[40]

Großbritannien hat am 1. März ein erstes Sanktionspaket gegen Belarus angekündigt. Gerichtet ist es gegen belarussische stellvertretende Verteidigungsminister sowie gegen zwei Rüstungsunternehmen. Laut britischem Außenministerium ist einer der Betroffenen, der Generalstabschef Wiktar Hulewitsch, für die Führung der belarussischen Streitkräfte verantwortlich, die den Überfall unterstützt haben. Schon zuvor hatte Großbritannien mehr als 100 belarussische Funktionäre wegen der Niederschlagung der Proteste von 2020 sanktioniert.
Sportler aus Belarus wurden, genau wie ihre Kollegen aus Russland, von den Paralympischen Spielen in Peking ausgeschlossen. Ab dem 7. März 2022 dürfen Sportler und Offizielle aus Russland und Belarus bis auf Weiteres nicht an Wettbewerben des Turn-Weltverbands FIG teilnehmen.

## Verfassungsreferendum
Parallel zum Beginn der russischen Militäroperation fand am 27. Februar 2022 ein Referendum über die Änderung der belarussischen Verfassung statt. Nach offiziellen Angaben votierte eine Mehrheit von 65,16 Prozent für die Verfassungsänderung.
Mit der Verfassungsreform entfällt die bisherige Bestimmung, dass Belarus eine atomwaffenfreie Zone sein muss. Lukaschenka hatte schon Mitte Februar gesagt, das Land sei zur Stationierung von Atom-Raketen bereit, wenn es durch den Westen bedroht werde. Das französische Außenministerium kommentierte: „Diese Verfassungsreform bedeutet eine neue Quelle der Instabilität und Ungewissheit mit Blick auf die Sicherheit des europäischen Kontinents.“ Staatspräsident Macron warnte Lukaschenka davor, russische Atomwaffen auf dem Gebiet von Belarus zu erlauben. Laut EU sei die Abstimmung und ihr Ergebnis vor dem Hintergrund von Menschenrechtsverletzungen in Belarus zu sehen. Sie gebe Lukaschenka Instrumente für eine weitere Festigung seiner Macht an die Hand.